# جيريمي شابمان
جيريمي شابمان (بالإنجليزية: Jeremy Chapman)‏ هو طبيب الكلى ‏ بريطاني وأسترالي، ولد في 20 سبتمبر 1953 في لندن في المملكة المتحدة.